# Rodney Marsh
Rodney William Marsh (* 11. Oktober 1944 in Hatfield, Hertfordshire, England) ist ein ehemaliger englischer Fußballspieler. Er wurde von seinem Vater nach dem Schlachtschiff Rodney benannt, auf dem dieser zuvor gedient hatte, und wurde später als „Clown Prince of English Football“ aufgrund diverser heiterer Momente im englischen Fußball bekannt. Nachdem er als Spieler für die Vereine FC Fulham, Queens Park Rangers, Manchester City, die Tampa Bay Rowdies und die englische Nationalmannschaft aktiv gewesen war, trat er anschließend als Fußballexperte und Kommentator in den britischen Medien in Erscheinung.

## Karriere als Fußballspieler
Der Stürmer Marsh entwuchs einer hochtalentierten Einzelgänger-Generation, die in den 1960er- und 1970er-Jahren aufstrebte und deren Ikonen Spieler wie George Best, Peter Osgood und Stan Bowles waren. Seine Karriere begann Marsh dabei ursprünglich beim FC Fulham, wo er im Jahre 1963 debütierte, wurde aber häufig von Verletzungen und Streitigkeiten mit der Vereinsführung beeinträchtigt. Durch eine Kollision mit einem Torpfosten und einem gegnerischen Abwehrspieler verlor er die Hörfähigkeit in seinem linken Ohr und nach einem Disput mit Vic Buckingham wurde er im März 1966 für 15.000 britische Pfund in die drittklassige Third Division an die Queens Park Rangers verkauft. Dort erlebte er in seiner ersten Saison die wohl erfolgreichste Zeit seiner Laufbahn, kam in 53 Spielen auf 44 Tore und führte seinen Verein sowohl zur Drittligameisterschaft – und dem damit verbundenen Aufstieg in die Second Division – als auch zum Gewinn des englischen Ligapokals, wobei die Rangers dort im Finale nach einem 0:2 und dem zwischenzeitlichen Ausgleich von Marsh noch mit 3:2 gewinnen konnten. In der Saison 1967/68 gelang dem Verein ein weiterer Aufstieg, nun in die oberste englische Spielklasse, dem jedoch nach nur einem Jahr der direkte Abstieg wieder folgte.
Im Jahre 1972 wurde Marsh von dem von Malcolm Allison trainierten Verein Manchester City für die damals vereinsinterne Rekordablösesumme von 200.000 Pfund verpflichtet. Zum Zeitpunkt des Wechsels von Marsh im März des Jahres befand sich Manchester nur vier Punkte hinter der Tabellenspitze, rutschte aber bis zum Saisonende noch auf den vierten Tabellenplatz ab, wobei Marsh im Nachgang sich selbst dafür hauptverantwortlich für den Verlust des Meistertitels machte, da seine Spielweise offensichtlich nicht mit der seiner neuen Mannschaft zu diesem Zeitpunkt korrespondierte. Dennoch wurde er in der Folgezeit für City zu einem der besten Spieler, steuerte in der Saison 1972/73 19 Tore bei und wurde aufgrund seiner Darbietungen zum Publikumsliebling. Er erreichte mit seinem neuen Verein 1974 erneut ein Ligapokalfinale, in dem er jedoch nun den Wolverhampton Wanderers unterlag. Nach Unstimmigkeiten mit dem neuen Trainer Tony Book verließ er den Klub dann in der Frühphase der Saison 1974/75 wieder.
Eine Wiederbelebung seiner Karriere fand erst wieder in der US-amerikanischen Profiliga NASL statt, als sich Marsh den Tampa Bay Rowdies anschloss und dort in über 100 Spielen aktiv war. Er kehrte während der Saison 1976/77 kurz zum FC Fulham zurück und spielte dort an der Seite seiner alten Freunde George Best und Bobby Moore, bevor er 1977 wieder in Tampa Bay anheuerte, dort weiterhin bis 1982 agierte und dabei 1978 in das „All-Star-Team“ gewählt wurde. Neben einer kurzen Trainerzeit im Jahre 1984 war er insgesamt elf Jahre lang Geschäftsführer des Vereins.
Für die englische Nationalmannschaft debütierte Marsh 1971 gegen die Schweiz und kam insgesamt auf neun Länderspiele, in denen ihm ein Tor während des 3:0-Sieges gegen Wales gelang. Seine internationale Karriere wurde dabei vorzeitig beendet, nachdem er dem damaligen Trainer Alf Ramsey mit einem sarkastischen Kommentar begegnete. Wie Marsh im Jahr 2005 in einem Interview eröffnete, teilte ihm Ramsey mit: „Ich werde dich in den ersten 45 Minuten beobachten und wenn du nicht härter arbeitest, nehme ich dich zur Halbzeit vom Spielfeld.“ worauf Marsh antwortete: „Oh Gott! Wir bekommen nur eine Tasse Tee und Orangen in Fulham.“ Er wurde anschließend nie wieder für die englische Nationalmannschaft berücksichtigt.

## Aktivitäten nach seinem Rücktritt
Nach seiner aktiven Fußballerlaufbahn trat Marsh verstärkt als Fußballexperte in den Medien auf und machte sich durch seine freimütige Analysen zum englischen Fußball einen Namen.
Er beteiligte sich an einer langfristigen Spottaktion über den Verein Bradford City und deren Anhänger in der Saison 1999/2000, wo er sich missbilligend über die Konkurrenzfähigkeit des Vereins in der Premier League äußerte. Da er sich sicher war, dass der Verein aus der obersten englischen Spielklasse absteigen musste, bot er an, seine Haare vollständig abrasieren zu lassen, falls seine Vorhersage nicht eintreffen würde. Da Bradford tatsächlich den Klassenerhalt sichern konnte, löste Marsh seine Wette ein und ließ sich inmitten des Valley-Parade-Stadions in Bradford seine Haare entfernen.
Marsh arbeitete rund elf Jahre für den Rundfunksender Sky Sports und wurde 2005 entlassen, als er sich während einer Sendung in unpassend empfundener Art äußerte:
„Warum wird David Beckham nicht zu Newcastle United wechseln? Wegen dessen, was die Toon Army in Asien getan hat.“
Dies war als Anspielung auf den Tsunami im Jahre 2004 zu verstehen, aber sie bezog sich primär auf Beckhams vermeintlich mangelnde Intelligenz und nicht auf die Opfer des Seebebens. Viele Anhänger der Sendung bedauerten die Entlassungsentscheidung von Sky Sports und empfanden diese als unfair. Marsh selbst erklärte ebenfalls, dass er mit der Begründung nicht einverstanden sei, das Recht, ihn zu entlassen, aber akzeptiere.
2007 nahm er an der britischen Fernsehshow I’m a Celebrity…Get Me Out of Here! teil.
Marsh ist momentan Co-Moderator von Adrian Durham in der Sendung „The Game“ des Radiosenders TalkSPORT und verbringt seine Zeit zu gleichen Teilen in England und Tampa.

## Erfolge
- Englischer Ligapokalsieger: 1967